# ورم حليمي بالخلية الانتقالية
ورم حليمي بالخلية الانتقالية أو الورم الحليمي ذو الخلايا الانتقالية (بالإنجليزية: Transitional cell papilloma)‏ ويُسمى أيضاً الورم الحليمي بالظهارة البولية (بالإنجليزية: Urothelial papilloma)‏، هوَ ورم حليمي يُحدث في الظهارة البولية.